# Schareholmane

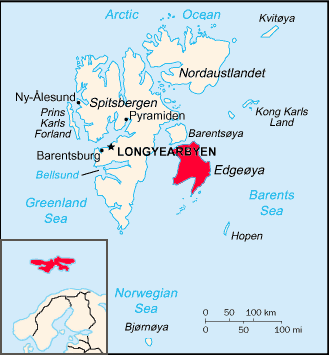
Översiktskarta

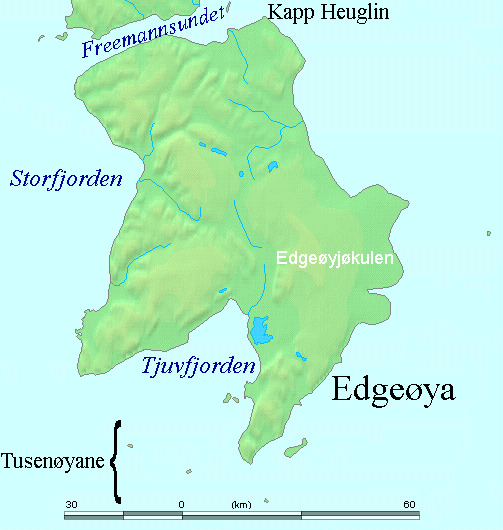
Lägeskarta

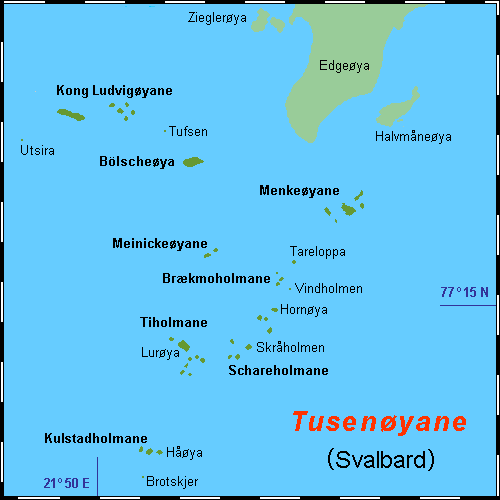
Tusenøyane

Schareholmane ( Schareöarna) är en liten ögrupp i sydöstra Svalbard i Barents hav i Norra ishavet. Området är en del av Tusenøyane.

## Geografi
Schareholmane ligger cirka 225 km sydöst om Longyearbyen, cirka 100 km nordväst om ön Hopen och cirka 20 km sydväst om Edgeøyas södra kust.
Ögruppen omfattar flera mindre öar och skär. De större är:
- Blokkøya, i den sydvästra delen, största ön
- Kvalbeinøya, i den nordvästra delen
- Havmerra, i den östra delen

och
- Sletteøya halvvägs mot Tiholmane västerut
- Skråholmen cirka 3 km nordöst om ögruppen

Förvaltningsmässigt ingår hela Tusenøyane i naturreservatet Søraust-Svalbard naturreservat.
Området är en viktig boplats för en rad arktiska djur, däribland isbjörn och valross, och fåglar, däribland stormfågel, vitkindad gås, prutgås, ejder och silvertärna.

## Historia
Området omnämns första gången 1614 på en karta ritad av holländske Joris Carolus och även på en karta från 1625 från Muscovy Company och holländska kartor kring år 1662 ritade av G. Valk och P. Schenk finns området utmärkt.
Hela ögruppen är namngiven efter sjömannen Schare som tillsammans med ytterligare 4 besättningsmän fick övervintra här från den 3 september 1833 till den 22 juni 1834 efter att deras fartyg hade sjunkit, Kvalbeinøya (Valbensön) efter de rikliga lämningar av valben på öns västra och norra del och Havmerra (Sjöhästön) efter den stora populationen av valros (den arktiska sjöhästen) på öns sydöstra del.
1973 inrättades Søraust-Svalbard naturreservat.